# Бух, Леопольд фон
Христиан Леопольд фон Бух (нем. Christian Leopold Freiherr von Buch; 1774—1853) — немецкий геолог.
Член Прусской академии наук (1806), иностранный член Лондонского королевского общества (1828), Парижской академии наук (1840; корреспондент с 1815), иностранный почётный член Императорской Санкт-Петербургской академии наук (1832).

## Биография
Бух был родом из старого дворянского рода из Укермарка. Он учился вместе с Александром фон Гумбольдтом в горной академии Фрайберга у Абраама Готлоба Вернера, основателя геологии в Германии. Как ученик Вернера он был первоначально приверженцем нептунизма, позднее, однако, поменял своё представление и стал плутонистом. Бух объехал далёкие части Европы и считается одним из первых полевых геологов.
Сначала он изучал феномен вулканизма, позже он обратился к исследованию окаменелостей. Он ввёл понятие руководящие ископаемые и считается одним из основателей стратиграфии. Его опубликованное в 1839 году научное определение системы горных пород юрского периода считается одной из его самых значительных заслуг. В 1826 году он опубликовал первую полную геологическую карту Германии. Его геологическое описание долины Caldera de Taburiente на острове Пальма архипелага Канарских островах ввело понятие кальдера как провалившаяся вершина вулкана в геологии.

## Геодинамическая теория образования гор
Изучение Канарских островов привело Буха к предложению гипотезы образования горного рельефа Земли. Кальдеры вулканов исследователь считал элементом рельефа, который образовался «в результате поднятия» локальных участков земной поверхности под действием эндогенных процессов. Часто встречающийся в вулканических районах рельеф, когда в обширной кальдере находится кратер вулкана, Бух обосновывал следующим образом: кальдера — это «кратер или долина поднятия», вулканический конус внутри кальдеры — это «конус извержения». Таким образом, исследователь не относил кальдеры по генезису к элементу рельефа, созданного первоначально вулканическими процессами и получившими затем внешний облик в результате обрушения вулканического конуса.
Гипотеза Буха получила у современников широкую известность; геологи и географы разделились на сторонников и противников взглядов авторитетного немецкого геолога на проблему процессов вулканизма и горообразования.
Александр фон Гумбольд сочувственно отнёсся к новой теории, а швейцарский геолог Бернгард Штудер стал энергично пропагандировать взгляды Буха в Европе.
В российских научных кругах сторонником этой «гипотезы горообразования» был геолог и географ

Григорий Щуровский. Военный геодезист и географ Юзеф Ходзько на основе «теории Буха» предложил в 1864 собственную гипотезу образования гор Кавказа.
В научном мире развернулась широкая дискуссия. Оппоненты Буха очень скоро указали на его ошибку в вопросе происхождения кальдер, указав на то, что слоистое геологическое строение явно указывает на их вулканическое, а не «динамическое» происхождение. Однако, довольно долгое время — вплоть до 80-х годов XIX столетия — часть научного сообщества продолжала разделять взгляды Буха.
Одним из замечательных следствий этой ошибочной теории было то, что наряду с другими немногочисленными исследователями Леопольд Бух смело указал на вероятность происхождения рельефа в результате динамических горообразовательных процессов, что очень оживило теоретические дискуссии и стимулировало полевые геологические и геоморфологические исследования в этом направлении.

## Портрет в глазах современника
Александр фон Гумбольд приехал в Зальцбург, где встретил Леопольда, его бывшего университетского товарища. «Встреча с ним была несказанной радостью, — писал Гумбольдт Фрайеслеблану, — это удивительный, неподражаемый, гениальный человек, которому удается делать массу тонких научных наблюдений. Своими повадками он, правда, производит впечатление чудака, свалившегося с луны… Я пытался выводить его на люди, но ничего путного из этого не получалось. Придя в гости, он обычно нацеплял на нос очки, забивался в дальний угол и начинал пристально изучать трещинки на глазурованных плитках печи — это его любимое занятие, или же, крадучись вдоль стен, как ёж, принимался внимательно разглядывать подоконники и карнизы. Человек он невероятно интересный и приятный — настоящий кладезь знаний, из которых я тоже надеюсь извлечь немало пользы».

## Награды
31 мая 1842 года фон Буху и другим был впервые вручен орден «Pour le Mérite за науку и искусство».
В том же году удостоен Медали Волластона — высшей награды Геологического общества Лондона.

## Память
В честь Леопольда фон Буха были названы:
- Бух (лунный кратер)
- Улицы в разных городах
- Виды растений, например, Lavandula buchii с Канарских островов.

Российский геолог и географ XIX века Григорий Щуровский в 1862 посвятил немецкому коллеге и современнику обстоятельную статью «Леопольд фон Бух».